# Presidente del Consejo de Ministros del Perú
El presidente del Consejo de Ministros, informalmente denominado primer ministro, y llamado con la fórmula de tratamiento premier, encabeza el Consejo de Ministros del Perú y se encarga de la Presidencia del Consejo de Ministros (PCM).

## Historia
La figura política del presidente del Consejo de Ministros del Perú surgió en 1856 al crearse el Consejo de Ministros, según lo establecido en la Constitución Política de 1856. Hubo gobiernos que no contaron con la figura del presidente del gabinete ministerial, como las dictaduras de Mariano Ignacio Prado (1865-1867) y Nicolás de Piérola (1879-1881), cuyos ministros se denominaron secretarios; en estos casos eran los dictadores quienes asumían las funciones de presidir

## Nombramiento
El presidente del Consejo de Ministros es nombrado por el presidente de la República y debe ser ratificado por el Congreso. El presidente del Consejo ocupa la presidencia del Consejo y puede o no ser titular de un Ministerio de Estado. Los demás ministros son nombrados por el presidente peruano a petición del presidente del Consejo de Ministros. Para la validez de las normas expedidas por el presidente de la República, son necesarias las firmas del presidente del Consejo de Ministros y de los ministros de las carteras relacionadas con la materia de tales; son nulos los actos presidenciales que carecen de refrendación ministerial.

## Funciones
Corresponde al presidente del Consejo presidir las sesiones del Consejo de Ministros salvo que el presidente de la República asista a ellas, supuesto en el cual este las preside. Según la Constitución Política, el jefe del gabinete es, luego del presidente de la República, el portavoz autorizado del Gobierno. Tiene, asimismo, la obligación de coordinar las políticas, las acciones y las funciones de todos los demás ministros y de refrendar los Decretos Legislativos, los Decretos de Urgencia y los demás decretos y resoluciones que expide el Poder Ejecutivo. El premier es titular de un pliego presupuestal; para el cumplimiento de sus funciones cuenta con un organismo técnico-administrativo, multidisciplinario y de carácter coordinador, denominado Presidencia del Consejo de Ministros, cuya organización y funciones se norman por Decreto Supremo con el voto aprobatorio del Consejo de Ministros.

## Cambio presidencial
Su renuncia, censura, relevo o negación de la confianza por parte del Congreso, implica la crisis total del gabinete, con lo que el 'nuevo' gabinete en pleno deberá volver al Congreso a pedir su confianza. El gabinete, mediante el presidente del Consejo de Ministros, puede hacer cuestión de confianza sobre cualquier tema para asegurar su aprobación; si esta es revocada, el presidente del Consejo de Ministros, y por ende el gabinete, debe renunciar. Si el Congreso censura o niega su confianza a dos sucesivos gabinetes, el Presidente puede disolver al Congreso.

## Dependencia presupuestal
Dependen presupuestalmente de la Presidencia del Consejo de Ministros (PCM), organismos como DEVIDA, el CEPLAN, la SUNASS, OSITRAN, OSINERGMIN, OSIPTEL, IRTP, SERVIR, el INEI y INDECOPI.

## Institucionalización
Recientemente, en el Perú se han generado posiciones a favor de institucionalizar al Presidente del Consejo verdaderamente como Primer ministro y Jefe de Gobierno (actualmente el presidente es el jefe de Estado y de gobierno a la vez). Esa actitud ha sido respaldada por Alejandro Toledo, Alan García, Ollanta Humala, Pedro Pablo Kuczynski y Martín Vizcarra al nombrar a premieres sin cartera ministerial y dedicados exclusivamente a la labor de Presidente del Consejo; sin embargo, no ha habido cambios constitucionales a ese respecto hasta el momento. Un paso a favor de esta posición es la dación de la nueva Ley orgánica del Poder Ejecutivo, norma en la cual se contempla el fortalecimiento de la figura del Presidente del Consejo de Ministros.